# كروسبيتون
كروسبيتون (بالإنجليزية: Crosbyton, Texas)‏ هي مدينة تقع بولاية تكساس في شمال شرق الولايات المتحدة. تبلغ مساحة هذه المدينة 5.5 (كم²)، وترتفع عن سطح البحر 921 م، بلغ عدد سكانها 1874 نسمة في عام 2000 حسب إحصاء مكتب تعداد الولايات المتحدة وتصل الكثافة السكانية فيها 342.4 نسمة/كم2.

## التركيبة السكانية
حدّد مكتب تعداد الولايات المتحدة بيانات التركيبة السكانية لكروسبيتون في تعداد الولايات المتحدة. في ما يلي، التركيبة السكانية حسب تعدادي 2000 و2010.

### تعداد عام 2000
بلغ عدد سكان كروسبيتون 1,874 نسمة بحسب تعداد عام 2000، وبلغ عدد الأسر 677 أسرة وعدد العائلات 482 عائلة مقيمة في المدينة. في حين سجلت الكثافة السكانية 342.6 نسمة لكل كيلومتر مربع (887.3/ميل2). وبلغ عدد الوحدات السكنية 781 وحدة بمتوسط كثافة قدره 142.8 لكل كيلومتر مربع (369.9/ميل2).
وتوزع التركيب العرقي للمدينة بنسبة 62.49% من البيض و5.71% من الأمريكيين الأفارقة و0.21% من الأمريكيين الأصليين و0.05% من الأمريكيين ذوي الأصول الآسيوية و30.15% من الأعراق الأخرى و1.39% من عرقين مختلطين أو أكثر و47.65% من الهسبانيون أو اللاتينيون من أي عرق.
بلغ عدد الأسر 677 أسرة كانت نسبة 39.3% منها لديها أطفال تحت سن الثامنة عشر تعيش معهم، وبلغت نسبة الأزواج القاطنين مع بعضهم البعض 55.8% من أصل المجموع الكلي للأسر، ونسبة 11.1% من الأسر كان لديها معيلات من الإناث دون وجود شريك،  بينما كانت نسبة 4.3% من الأسر لديها معيلون من الذكور دون وجود شريكة وكانت نسبة 28.8% من غير العائلات. تألفت نسبة 27.3% من أصل جميع الأسر من عدة أفراد يعيشون في نفس المنزل ونسبة 17.6% كانت تتألف من شخص يعيش بمفرده يبلغ من العمر 65 عاماً أو أكثر. وبلغ متوسط حجم الأسرة المعيشية 2.68، أما متوسط حجم العائلات فبلغ 3.26.
بلغ العمر الوسطي للسكان 36.3 عاماً. وكانت نسبة 28.7% من القاطنين تحت سن الثامنة عشر، وكانت نسبة 8.6% بين الثامنة عشر والرابعة والعشرين عاماً، ونسبة 24.1% كانت واقعةً في الفئة العمرية ما بين الخامسة والعشرين والرابعة والأربعين عاماً، ونسبة 20.6% كانت ما بين الخامسة والأربعين والرابعة والستين، ونسبة 14.7% كانت ضمن فئة الخامسة والستين عاماً فما فوق. يوجد لكل 100 أنثى 87.3 ذكر، ويوجد لكل 100 أنثى في الثامنة عشر من عمرها فما فوق 84.2 ذكر.
بلغ متوسط دخل الأسرة في المدينة 24,722 دولارًا، أما متوسط دخل العائلة فبلغ 30,900 دولارًا. وكان متوسط دخل الذكور 22,647 دولارًا مقابل 18,000 دولارًا للإناث. وسجل دخل الفرد الخاص بالمدينة 16,329 دولارًا. وكانت نسبة 23.7% من العائلات ونسبة 28% من السكان تحت خط الفقر، وكان من هؤلاء نسبة 37.3% تحت سن الثامنة عشر ونسبة 25.9% في الخامسة والستين من العمر وما فوق.

### تعداد عام 2010
بلغ عدد سكان كروسبيتون 1,741 نسمة بحسب تعداد عام 2010، وبلغ عدد الأسر 634 أسرة وعدد العائلات 460 عائلة مقيمة في المدينة. في حين سجلت الكثافة السكانية 318.3 نسمة لكل كيلومتر مربع (824.4/ميل2). وبلغ عدد الوحدات السكنية 742 وحدة بمتوسط كثافة قدره 135.6 لكل كيلومتر مربع (351.2/ميل2).
وتوزع التركيب العرقي للمدينة بنسبة 80.93% من البيض و5.69% من الأمريكيين الأفارقة و0.23% من الأمريكيين الأصليين و11.26% من الأعراق الأخرى و1.90% من عرقين مختلطين أو أكثر و56.35% من الهسبانيون أو اللاتينيون من أي عرق.
بلغ عدد الأسر 634 أسرة كانت نسبة 36.1% منها لديها أطفال تحت سن الثامنة عشر تعيش معهم، وبلغت نسبة الأزواج القاطنين مع بعضهم البعض 52.5% من أصل المجموع الكلي للأسر، ونسبة 14.5% من الأسر كان لديها معيلات من الإناث دون وجود شريك،  بينما كانت نسبة 5.5% من الأسر لديها معيلون من الذكور دون وجود شريكة وكانت نسبة 27.4% من غير العائلات. تألفت نسبة 24.9% من أصل جميع الأسر من عدة أفراد يعيشون في نفس المنزل ونسبة 12.9% كانت تتألف من شخص يعيش بمفرده يبلغ من العمر 65 عاماً أو أكثر. وبلغ متوسط حجم الأسرة المعيشية 2.69، أما متوسط حجم العائلات فبلغ 3.22.
بلغ العمر الوسطي للسكان 39.1 عاماً. وكانت نسبة 28.3% من القاطنين تحت سن الثامنة عشر، وكانت نسبة 6.7% بين الثامنة عشر والرابعة والعشرين عاماً، ونسبة 21.4% كانت واقعةً في الفئة العمرية ما بين الخامسة والعشرين والرابعة والأربعين عاماً، ونسبة 25% كانت ما بين الخامسة والأربعين والرابعة والستين، ونسبة 18.6% كانت ضمن فئة الخامسة والستين عاماً فما فوق. وتوزع التركيب الجنسي للسكان بنسبة 47% ذكور و53% إناث.

## أعلام
- دون ماينارد

## وصلات خارجية
- www.crosbytontexas.org
- The US50 - Cities and Towns in Texas State